# Болезнь Герса
Боле́знь Герса (болезнь Хе́рса, гликогено́з VI типа) — гепатофосфорилазная недостаточность, гликогеноз, вызванный недостаточностью фосфорилазы печени.

## Эпоним
Заболевание названо в честь бельгийского биохимика Анри Эрса.

## Патогенез
Фосфорилаза печени катализирует фосфорилирование (расщепление) гликогена с образованием глюкозо-1-фосфата. Нарушение этого механизма приводит к избыточному отложению гликогена в печени.

## Наследование
Наследуется по аутосомно-рецессивному типу.

## Клиническая картина
Первые признаки заболевания обычно проявляются на первом году жизни. Характерно значительное увеличение печени в результате гликогенной инфильтрации гепатоцитов, задержка роста, кукольное лицо, гипогликемия, гипергликемия после внутривенного введения галактозы, повышенное содержание гликогена в эритроцитах.